# 320-я пехотная дивизия (вермахт)
320-я пехотная дивизия (нем. 320. Infanterie-Division) — тактическое соединение сухопутных войск вооружённых сил нацистской Германии периода Второй мировой войны.

## История
320-я пехотная дивизия была сформирована 2 декабря 1940 года в Германии во время 13-й волны мобилизации вермахта на основе личного состава 58-й и 254-й пехотных дивизий. Дивизия была уничтожена советскими войсками в ходе Ясско-Кишинёвской операции в августе 1944 года.
27 октября 1944 года, во время 32-й волны мобилизации, дивизия создана вновь, с новым именем — 320-я народная пехотная дивизия (320. Volksgrenadier-Division). Лишь 10 процентов бойцов — ветераны боевых действий, основу составляли солдаты, переведённые в дивизию за счёт поглощения 588-й народно-гренадерской дивизии. Фактически 588-я народная пехотная дивизия созданная 28 сентября 1944 года была просто переименована в 320-ю.

## Местонахождение
- с декабря 1940 по май 1941 (Германия)
- с мая 1941 по январь 1943 (Франция)
- с января 1943 по август 1944 (СССР)

## Подчинение
- 11-й армейский корпус 8-й армии группы армий «Юг» (июнь — август 1943)

## Командиры
- генерал-лейтенант Карл Мадерхольц (15 декабря 1940 — 2 декабря 1942)
- генерал-майор Георг-Вильгельм Постель (2 декабря 1942 — 26 мая 1943)
- генерал-лейтенант Курт Рёпке (26 мая — 20 августа 1943)
- генерал-лейтенант Георг-Вильгельм Постель (20 августа 1943 — 10 июля 1944)
- генерал-майор Отто Шелль (10 июля — 2 сентября 1944)
- генерал-майор Людвиг Киршнэр (27 октября 1944 — 19 февраля 1945)
- генерал-майор Эммануэль фон Килиани (19 февраля — 8 мая 1945)

## Состав
- 585-й пехотный полк (Grenadier-Regiment 585)
- 586-й пехотный полк (Grenadier-Regiment 586)
- 587-й пехотный полк (Grenadier-Regiment 587)
- 320-й артиллерийский полк (Artillerie-Regiment 320)
- 320-й сапёрный батальон (Pionier-Bataillon 320)
- 320-й противотанковый дивизион (Panzerjäger-Abteilung 320)
- 320-й батальон связи (Nachrichten-Abteilung 320)
- 320-й отряд материального обеспечения (Nachschubtruppen 320)
- 320-й полевой запасной батальон (Feldersatz-Bataillon 320)